# Arquebisbat de Bujumbura
L'arquebisbat de Bujumbura (francès: Archidiocèse de Bujumbura); llatí: Arcidioecesis Buiumburaensis) és una seu metropolitana de l'Església catòlica a Burundi.
Al 2018 tenia 1.330.325 batejats d'un total de 1.894.191 habitants. Actualment està regida per l'arquebisbe Gervais Banshimiyubusa.

## Territori
L'arxidiòcesi comprèn les províncies de Bujumbura Mairie i Bujumbura Rurale a Burundi.
La seu arxiepiscopal és la ciutat de Bujumbura Rurale, on es troba la catedral dels Maria Regina Mundi.
El territori s'estén sobre 2.200 km² i està dividit en 33 parròquies.

### Província eclesiàstica
La província eclesiàstica de Bujumbura, instituïda el 2006, comprèn dues diòcesis sufragànies:
- bisbat de Bubanza
- bisbat de Bururi

## Història
El vicariat apostòlic d'Usumbura va ser erigit l'11 de juny de 1959 en virtut de la butlla Cum sacrum del papa Joan XXIII, prenent el territori del vicariat apostòlic de Kitega (avui arquebisbat de Gitega) i de Ngozi (avui diòcesi).
El 10 de novembre de 1959 el vicariat apostòlic va ser elevat a diòcesi per la butlla Cum parvulum del mateix Joan XXIII, i esdevingué sufragània de l'arxidiòcesi de Gitega.
El 9 d'octubre de 1964 canvià el nom en favor del de diòcesi de Bujumbura.
El 7 de juny de 1980 cedí una porció del seu territori a benefici de l'erecció del bisbat de Bubanza.
El 25 de novembre de 2006 la diòcesi va ser elevada al rang d'arxidiòcesi metropolitana amb la butlla Cum ad aptius del papa Benet XVI.

## Cronologia episcopal
- Michel Ntuyahaga † (11 de juny de 1959 – 14 de novembre de 1988 jubilat)
- Simon Ntamwana (14 de novembre de 1988 - 24 de gener de 1997 nomenat arquebisbe de Gitega)
- Evariste Ngoyagoye (21 d'abril de 1997 - 24 de març de 2018 jubilat)
- Gervais Banshimiyubusa, des del 24 de març de 2018

## Estadístiques
A finals del 2020, la diòcesi tenia 1.330.325 batejats sobre una població de 1.894.191 persones, equivalent al 70,2% del total.
| any  | població  | població  | població | sacerdots | sacerdots       | sacerdots       | sacerdots             | diàques | religiosos | religiosos | parroquies |
| any  | batejats  | total     | %        | total     | clergat secular | clergat regular | batejats por sacerdot | diàques | homes      | dones      |            |
| ---- | --------- | --------- | -------- | --------- | --------------- | --------------- | --------------------- | ------- | ---------- | ---------- | ---------- |
| 1970 | 476.819   | 890.771   | 53,5     | 106       | 5               | 101             | 4.498                 |         | 146        | 297        | 148        |
| 1980 | 573.975   | 888.000   | 64,6     | 106       | 53              | 53              | 5.414                 |         | 111        | 243        | 26         |
| 1990 | 685.000   | 953.000   | 71,9     | 69        | 50              | 19              | 9.927                 |         | 63         | 178        | 23         |
| 1999 | 882.000   | 1.365.000 | 64,6     | 94        | 63              | 31              | 9.382                 |         | 99         | 266        | 25         |
| 2000 | 802.000   | 1.405.950 | 57,0     | 100       | 61              | 39              | 8.020                 |         | 124        | 301        | 25         |
| 2001 | 1.004.000 | 1.420.000 | 70,7     | 102       | 64              | 38              | 9.843                 |         | 117        | 285        | 25         |
| 2002 | 1.050.560 | 1.465.947 | 71,7     | 116       | 73              | 43              | 9.056                 |         | 140        | 324        | 25         |
| 2003 | 1.097.427 | 1.512.030 | 72,6     | 119       | 76              | 43              | 9.222                 |         | 146        | 287        | 25         |
| 2004 | 1.117.908 | 1.596.566 | 70,0     | 125       | 78              | 47              | 8.943                 |         | 158        | 245        | 26         |
| 2006 | 1.294.646 | 1.693.000 | 76,5     | 138       | 94              | 44              | 9.381                 |         | 164        | 321        | 26         |
| 2012 | 1.542.000 | 1.968.000 | 78,4     | 176       | 125             | 51              | 8.761                 |         | 152        | 491        | 29         |
| 2015 | 1.636.000 | 2.087.000 | 78,4     | 167       | 118             | 49              | 9.796                 |         | 195        | 657        | 29         |
| 2018 | 1.330.325 | 1.894.191 | 70,2     | 182       | 126             | 56              | 7.309                 |         | 260        | 355        | 33         |